# Fülöp edinburgh-i herceg
Fülöp (angolul: Prince Philip, Duke of Edinburgh, görögül: Φίλιππος της Ελλάδος, skót gaelül: Prionnsa Philip, Diùc Dhùn Èideann, dánul: Prins Philip af Danmark; Mon Repos, Korfu, 1921. június 10. – Windsor, Anglia, 2021. április 9.) korábbi görög és dán királyi herceg, majd később Edinburgh hercege és II. Erzsébet brit királynő férje. III. Károly brit király édesapja.
Görög és dán királyi hercegként született Görögországban, de családját csecsemőkorában elűzték. Franciaországban, Németországban és az Egyesült Királyságban végzett tanulmányai után 1939-ben, 18 éves korában belépett a Brit Királyi Haditengerészetbe. 1939 júliusától kezdett levelezni a 13 éves Erzsébet hercegnővel, akivel 1934-ben
találkozott először. A második világháború alatt a Földközi-tenger és a Csendes-óceán flottáin szolgált. A háború után VI. György jóváhagyta frigyét Erzsébettel. Mielőtt 1947 júliusában hivatalosan is bejelentették eljegyzésüket, lemondott görög és dán királyi címeiről, felvette a brit állampolgárságot és az anyai nagyszülők vezetéknevét, a Mountbattent vette fel. 1947. november 20-án feleségül vette Erzsébetet. Közvetlenül az esküvő után megkapta az Edinburgh hercege, Merioneth grófja és Greenwich bárója címeket, majd felhagyott az aktív katonai szolgálattal, amikor felesége 1952-ben megörökölte a trónt. 1957-ben hivatalosan is brit herceg lett.
Négy gyermekük született: Károly herceg, Anna hercegnő, András herceg és Eduárd herceg. 1960-tól, a Királyi Államtanács által kiadott rendelet szerint a királyi címeket és titulusokat nem viselő leszármazottak használhatják a Mountbatten-Windsor vezetéknevet, azonban a királyi család néhány olyan tagja is használja, akik címmel rendelkeznek, ilyenek Anna hercegnő, András herceg és Eduárd herceg.
Nagy sportrajongó volt, segített kidolgozni a fogathajtó események szabályait. Több mint 780 szervezetnek volt tagja, védnöke vagy elnöke, a 14-24 évesek számára alapított Edinburgh-i herceg díjának elnöke. A brit uralkodói házastársak közül ő állt leghosszabb ideig az uralkodó mellett és a brit királyi család legidősebb férfi tagja volt. 1952 és 2017 között 22 219 eseményen vett részt egyedül és 5496 beszédet tartott. 96 évesen, 2017. augusztus 2-án visszavonult a közélettől. 2021. április 9-én, a windsori kastélyban hunyt el, két hónappal 100. születésnapja előtt.

## Pályafutása

### Ifjúsága
Fülöp 1921. június 10-én született mint Görögország és Dánia hercege Villa Mon Repos-ban, Korfun. Apja András görög királyi herceg (1882–1944), anyja Battenbergi Aliz (1885–1969), Lajos battenbergi herceg lánya volt. 18 hónapos volt, mikor I. Konstantin görög királyt lemondatták a trónról. Családjának is menekülnie kellett, a brit Királyi Haditengerészet egy hadihajója menekítette ki őket Korfu szigetéről, Fülöpöt egy narancsos ládában menekítették ki.
Testvérei:
- Margit, Görögország és Dánia hercegnője (1905–1981); férje Gottfried, Hohenlohe-Langenburg 8. hercege
- Teodóra, Görögország és Dánia hercegnője (1906–1969); férje Bertold, Baden őrgrófja
- Cecília, Görögország és Dánia hercegnője (1911–1937); férje György Donát, a Rajna melléki Hessen trónörökös nagyhercege
- Zsófia, Görögország és Dánia hercegnője (1914–2001); férje 1. Kristóf, Hessen-Kassel hercege, 2. György Vilmos hannoveri herceg

Anyai nagybátyja Lord Mountbatten.
Bár Fülöp herceg Görögországban született, de egyéves korában menekülnie kellett a hazájából, így az anyanyelve nem a görög. Fülöp herceg 1992-ben azt nyilatkozta, hogy „kis mértékben megérti” a görög nyelvet, de sokkal inkább skandináv, illetve dán származásúnak tartja magát. A herceg folyékonyan beszélt angolul, németül és franciául.

### Iskolái
Száműzetésük első állomása Párizs volt. Édesapja szerencsejátékba és alkoholizmusba menekült, édesanyja mentálisan sérült lett. Első iskolája a The American School of Paris in Saint-Cloud volt. 1936-ban Skóciába ment és Gordonstounban folytatta tanulmányait.

### Haditengerészeti pályafutása
1939-ben felvételt nyert a dartmouth-i Brit Királyi Haditengerészeti Akadémiára, amelyet egy évvel később végzett el és megkapta a Legjobb Kadét címet. A második világháború kitörésével aktív állományba került, 1940 januárjában kapta meg első beosztását a HMS Ramillies csatahajón. Négy hónapig a csendes-óceáni hadszíntéren az ausztrál expedíciós hadtest konvojait kísérték. Ezt követően kisebb hajókon (Kent, Shropshire) és Ceylonban szolgált.
1940 októberében a Földközi-tengerre vezényelték, a HMS Valiant csatahajóra osztották be, amelynek fedélzetén vett részt a krétai csatában. A Matapan-fok mellett vívott ütközetben megmentette a hajót egy éjszakai bombázástól: égő tutajokat bocsátott vízre, amelyek megzavarták az éjszakai bombázókat és a csatahajó megmenekült. Kevésbé látványos volt a szolgálata az RMS Empress of Russia csapatszállító fedélzetén, ahol kazánfűtőként tevékenykedett.
1942-ben Portsmouth-ba vezényelték és a tiszti tanfolyam elvégzése után hadnaggyá léptették elő. 1942 júniusában a HMS Wallace rombolóra vezényelték, amely Nagy-Britannia keleti partjainál konvojokat kísért, majd részt vett a szicíliai partraszállásban. 1942 júliusában főhadnaggyá léptették elő. Ugyanazon év októberében, 21 évesen előléptették századossá és a HMS Wallace elsőtisztjévé.
1944-ben a HMS Whelp rombolóra vezényelték, amely a brit csendes-óceáni flotta része volt. 1945-ben a Whelp fedélzetén ott volt Tokióban, amikor aláírták a japán fegyverletételt. 1946 januárjában tért vissza Nagy-Britanniába a Whelp fedélzetén, és oktatóként a HMS Royal Arthur iskolába vezényelték.

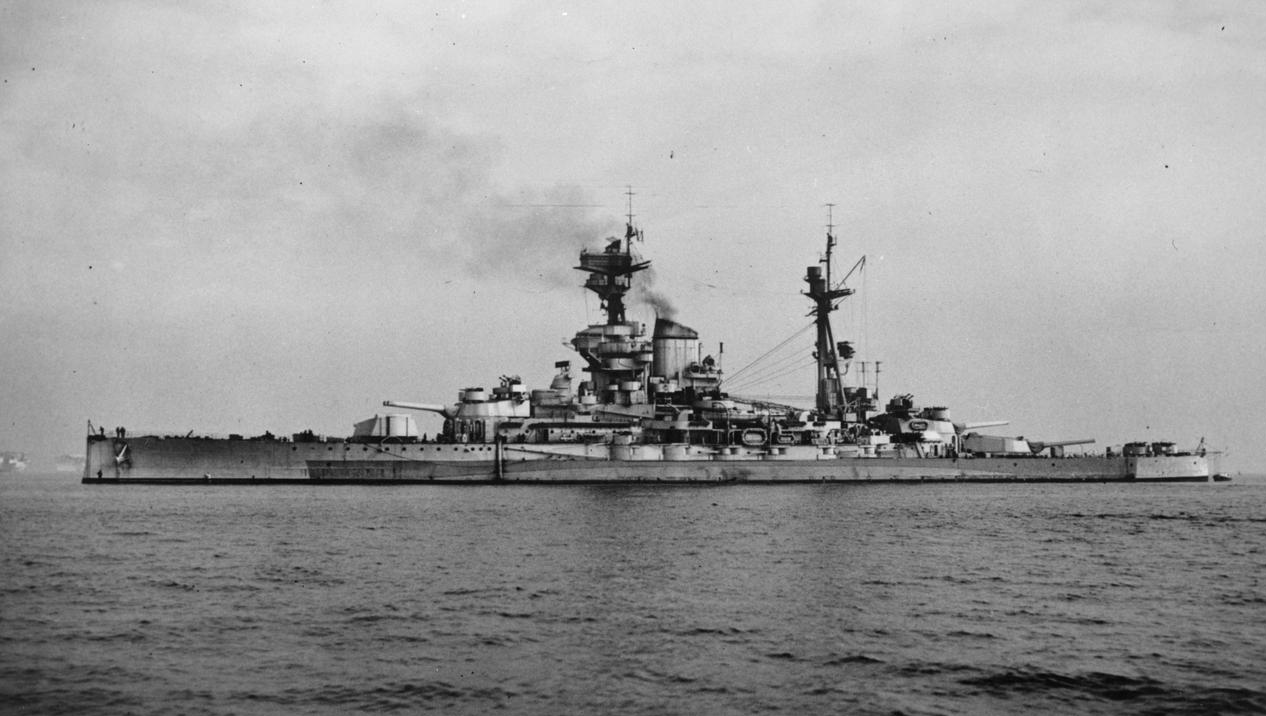
A 31 600 tonnás, Revenge osztályú brit HMS Ramillies csatahajó, melyen Fülöp 1940. januárjában kezdte meg szolgálatát.
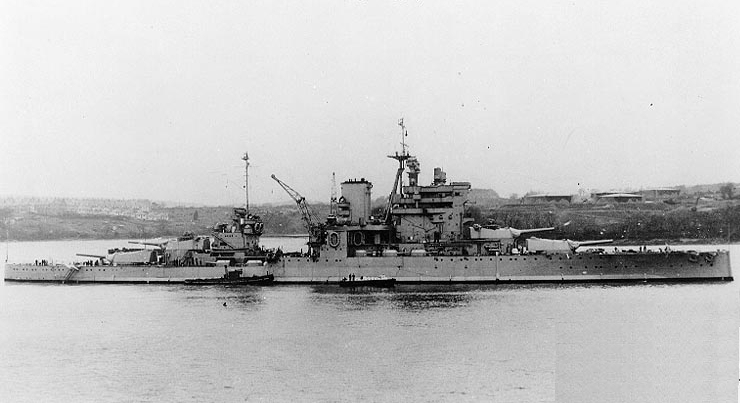
A 35 000 tonnás, Queen Elizabeth osztályú brit HMS Valiant csatahajó, melyen Fülöp 1940. októberétől szolgált.

### Házassága

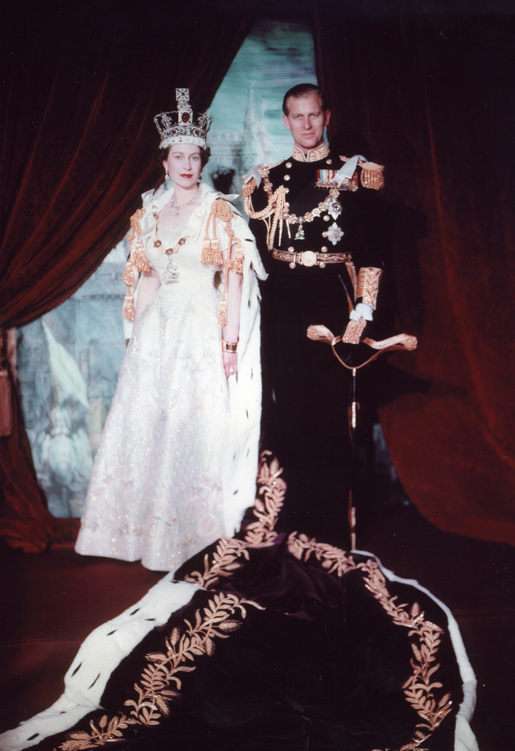
Fülöp II. Erzsébettel az 1953-as koronázás után

1939-ben VI. György családjával látogatást tett a dartmouth-i tengerészeti akadémián, amelynek során Erzsébet brit királyné felkérte Fülöpöt, hogy lányai, Erzsébet és Margit hercegnők kísérője legyen. Erzsébet hercegnő beleszeretett a jóképű tengerésznövendékbe és hamarosan levelezni kezdtek. Erzsébet egyenesen rajongott a fiatal és jóképű hercegért, aki 1943 karácsonyán és szilveszterén már hivatalos volt a királyi udvarba.
1946 nyarán Fülöp herceg megkérte VI. Györgytől Erzsébet kezét. A király igent mondott, de a hivatalos bejelentéssel a következő évig várni kellett, amíg Erzsébet betöltötte a 21. évét. Fülöp herceg német származása és rangja politikailag kényes kérdés volt a II. világháború után, ezért 1947. február 28-án Fülöp lemondott görög és dán hercegi rangjáról, felvette az anglikán vallást és megkapta a brit állampolgárságot. Fülöp ekkor, anyja családja után felvette a Mountbatten nevet, ettől kezdve a „Philip Mountbatten hadnagy” nevet viselte. Az eljegyzést végül 1947. július 10-én jelentették be.
Az esküvő előtti napon VI. György a „királyi fenség” megszólítást adományozta Fülöpnek, majd az esküvő reggelén Fülöpnek adományozta az Edinburgh hercege (al– vagy mellék-címek: Merioneth grófja és Greenwich bárója) nemesi címeket.
1947. november 20-án tartották esküvőjüket a Westminsteri apátsági templomban. A ceremóniát a BBC rádión közvetítette és világszerte 300 millióan hallhatták. A németek iránt érzett ellenszenv miatt Fülöp három nővére, német férjeik miatt, nem lehettek jelen az esküvőn. Az ifjú pár a Clarence-házban telepedett le, itt született első két gyermekük is: Károly herceg 1948-ban és Anna hercegnő 1950-ben. Később még két gyermekük született: András herceg 1960-ban és Eduárd herceg 1964-ben.

### Lovassport
1964-től 1986-ig a Nemzetközi Lovas Szövetség elnöke volt.
Az 1940-es évek második felében lett aktív lovaspóló játékos, de egy csuklótörés után 1971-ben felhagyott ezzel és fogathajtó lett. Ebben a szakágban 1973-ban már az Európa-bajnokságon szerepelt. Az 1970-es és az 1980-as években hatszor indult fogathajtó világbajnokságon és háromszor Európa-bajnokságon. Világbajnokságon először 1976-ban indult az egyéni versenyben és a 24. helyen zárt. 1978-ban a vb-n csapatban harmadik, egyéniben 29. volt. 1980-ban világbajnok volt csapatban, 21. egyéniben. 1981-ben csapatban Európa-bajnoki bronzérmet szerzett. A következő évben vb bronzérmes volt csapatban, hatodik az egyéni versenyben. 1984-ben a világbajnokságon ismét a dobogó harmadik fokára állhatott fel csapatban, 18. volt egyéniben. 1986-ban az ascoti vb-n már csak egyéni indulóként szerepelt és 18. lett.

### Utolsó évei és halála

Fülöp herceg monogramja

Kilencvenéves koráig szinte panaszmentesen élt, híresen aktív és kimagaslóan jó egészségű volt. 2011. december 23-án mentőhelikopterrel kellett kórházba szállítani a királyi család téli rezidenciájáról, a Sandringham kastélyból. A herceget egy elzáródott koszorúér miatt műtötték.
Körbejárta a világhálót, és az újságokban is megjelent az a 2012. május 12-én készült kép, amelyen a 91 éves Fülöp a Royal Windsor Horse Show-on saját maga kiemelte az 5 kilogrammos akkumulátort egy autóból.
2013. június 7. és 17. között a Londoni Klinikán ápolták, ahol a hasüregén feltáró jellegű műtétet végeztek rajta. A herceg itt ünnepelte 92. születésnapját, amelynek alkalmából családja meglátogatta.
A Buckingham-palota 2017. május 4-én jelentette be, hogy Fülöp herceg 2017 augusztusában visszavonul a közélettől. Fülöp 2017. augusztus 2-án a királyi haditengerészet felvonulásán vett részt ezzel búcsúzva hivatalos kötelezettségeitől.
II. Erzsébettel 2020 novemberében ünnepelték a 73. házassági évfordulójukat.
Több napos rosszullét után elővigyázatosságból 2021. február 16-án került be egy londoni kórházba. Március 1-jén Fülöpöt átszállították egy szívbetegségekre specializálódott kórházba, hogy folytassák a kezelését, és emellett tesztelésen és megfigyelésen essen át szívbetegsége kapcsán. Március 3-án sikeres eljáráson esett át szívbetegsége miatt és március 5-én visszaszállították a VII. Edward király kórházba. Március 16-án hagyhatta el a kórházat.
Fülöp herceg 2021. április 9-én reggel hunyt el a windsori kastélyban, két hónappal a 100. születésnapja előtt. A brit uralkodói házastársak közül ő állt leghosszabb ideig az uralkodó mellett. A királynő zártkörűen úgy jellemezte férje halálát, hogy „hatalmas űrt hagyott életében”. Temetését 2021. április 17-én tartották a windsori kastélyban, a Szent György-kápolnában. Felesége alig másfél évvel élte túl: II. Erzsébet 2022. szeptember 8-án hunyt el 96 éves korában.